# سلامت بوم‌سازگان

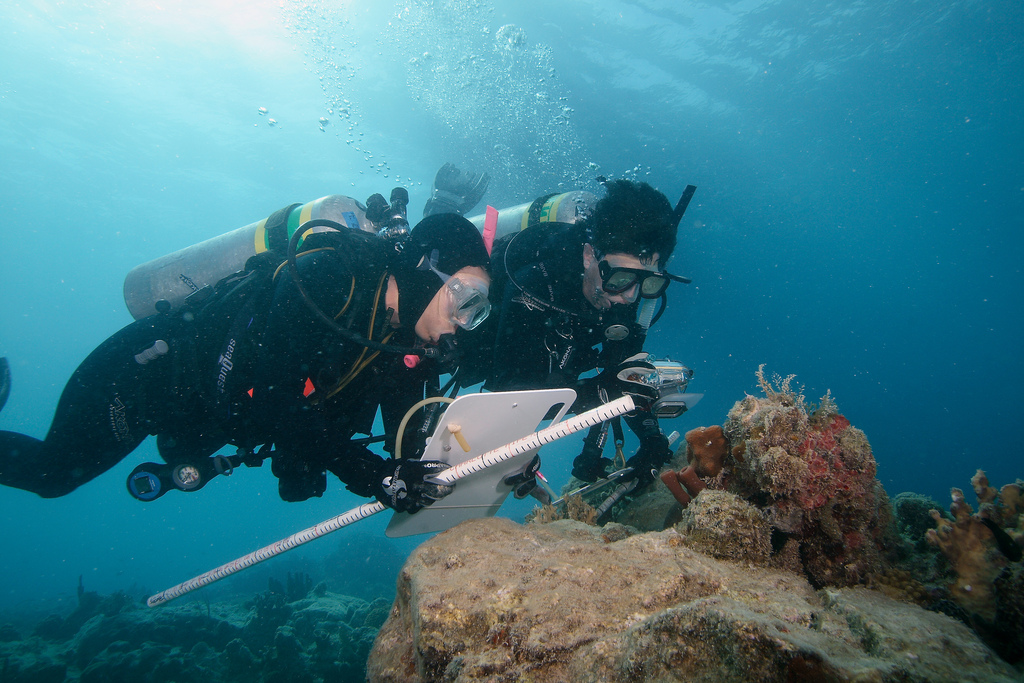
مطالعه سلامت مرجان ها در سنت توماس

سلامت بوم‌سازگان یا سلامت اکوسیستم (به انگلیسی: Ecosystem health) استعاره‌ای است که برای توصیف وضعیت یک اکوسیستم استفاده می‌شود. شرایط اکوسیستم می‌تواند در نتیجه آتش‌سوزی، سیل، خشکسالی، انقراض، گونه‌های مهاجم، تغییرات آب‌وهوایی، معدن‌کنی، ماهیگیری، کشاورزی یا قطع درختان، نشت مواد شیمیایی، و انبوهی از دلایل متفاوت باشد. هیچ معیار پذیرفته‌شده جهانی برای یک اکوسیستم سالم وجود ندارد، بلکه وضعیت سلامت ظاهری یک اکوسیستم بسته به اینکه کدام معیارهای سلامت در قضاوت آن به کار می‌رود و آرزوهای اجتماعی که ارزیابی را هدایت می‌کنند، می‌تواند متفاوت باشد. طرفداران استعاره سلامت بر سادگی آن به عنوان یک ابزار ارتباطی استدلال می‌کنند. سیاست‌گذاران و مردم به مفاهیم ساده و قابل فهمی مانند سلامت نیاز دارند. برخی از منتقدان نگرانند که سلامت اکوسیستم، یک «ساختار پر از ارزش‌ها»، می‌تواند «تنها به عنوان علم به سیاست‌گذاران ناآگاه و مردم منتقل شود.» با این حال، این اصطلاح اغلب در به تصویر کشیدن وضعیت اکوسیستم‌ها در سراسر جهان و در حفاظت و مدیریت استفاده می‌شود. به عنوان مثال، مجلات علمی و سازمان ملل اغلب از اصطلاحات سلامت سیاره و اکوسیستم استفاده می‌کنند، مانند مجله اخیر The Lancet Planetary Health.